# Ta’ Qali
Ta’ Qali (IPA: [taˈʔaːlɪ]) kis falu volt Máltán, a nagy sziget központjában elterülő medencében. Területe ma Attard helyi tanácsához tartozik. Neve az „Qali” (lásd török Ali) személynévből származik. Angol szövegekben írásmódja néha Ta Kali. A második világháború előtt repülőtér épült mellette, a repülőteret ért bombázásokban azonban a falu is elpusztult. Ma a helyét az úgynevezett Nemzeti Park (ez nem természetvédelmi terület, hanem egy gondozott közpark) és a hozzá kapcsolódó labdarúgó-stadion, múzeumok, piac, valamint a Kézműves Falu és egy ipari park foglalják el.

## Története

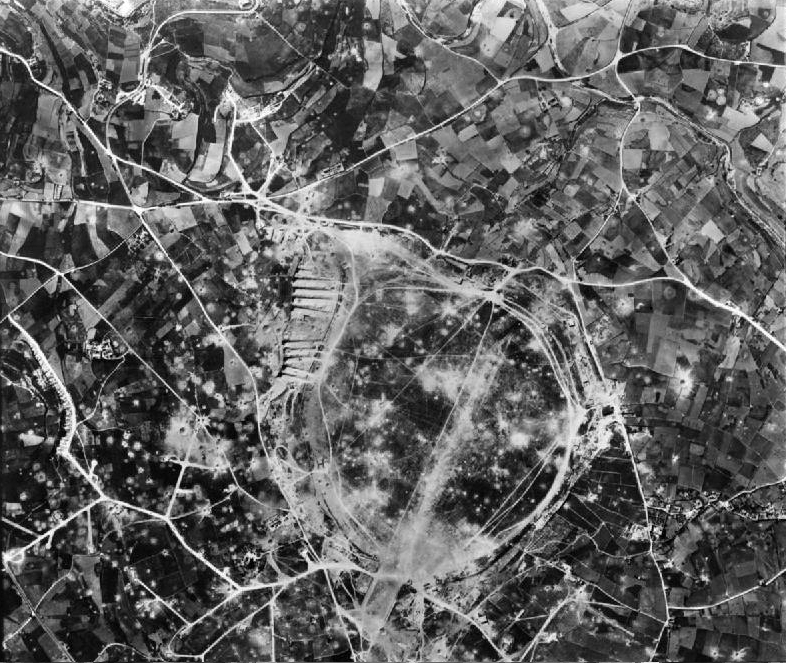
A repülőtér a levegőből 1942-ben

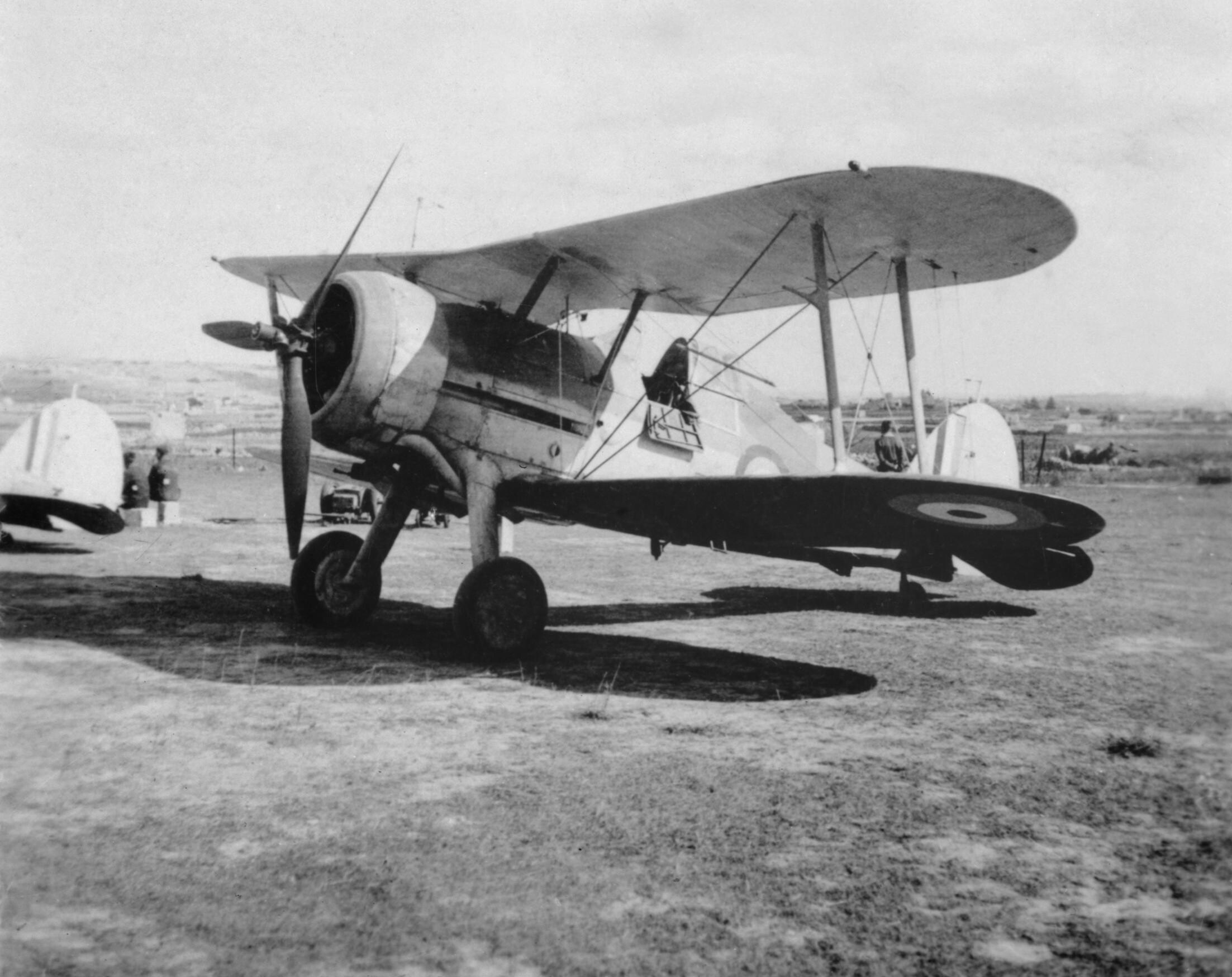
Az N5520 számú Gloster Sea Gladiator Mark I 1940-ben a Ta’ Qali repülőtéren

A község létrejöttéről nincs biztos forrásunk. Jelentősége akkor nőtt meg, amikor az 1930-as években a britek repülőteret építettek a falu melletti síkon. Kezdetben polgári repülők használták – például az olasz Ala Littoria – a II. világháború folyamán Málta légvédelmének egyik fontos támaszpontja volt, ám a németek – a többi repülőtérhez hasonlóan – rendkívül hevesen támadták. Mivel a Brit Királyi Légierő kezdetben lehetetlennek tartotta Málta légterének védelmét, ezért csak 1940 második felében érkeztek nagyobb számban repülőgépek Máltára, és 1941. májusában, Sir Hugh Llyod légimarsall Máltára helyezésével kezdődött el a repülőterek alapvető infrastruktúrájának kiépítése. Bár a háborút számos kiszolgáló-épület túlélte, a kifutópálya komoly károkat szenvedett. A kormányzat a háború után Ħal Luqát választotta a polgári repülőtér kiépítésére, Ta’ Qali katonai repülőtér maradt egészen a 60-as évekig. A repülőtér bezárásával jelentősége megszűnt.
A repülőtér maradványait és a falu helyét évtizedekkel később újra hasznosítani kezdték: parkot telepítettek, ez ma Málta egyetlen nemzeti parkja, ezen kívül koncerteknek és kulturális rendezvényeknek is helyet ad. 1980-ban megépült a nemzeti labdarúgó-stadion, amelyet azóta hatalmas sportkomplexummá fejlesztettek, itt van többek között a válogatott központja és a szövetség székhelye is. 1994-ben létrejött a repülőtér adottságaira építő Máltai Repülési Múzeum. A repülőtér egyes hangáraiban kézműves-műhelyeket rendeztek be, ezek alkotják ma a Kézműves Falut. 2009-ben a nemzeti parkot egy – az egyik kifutópálya helyére telepített – kisebb parkkal bővítették.

## Nevezetességei

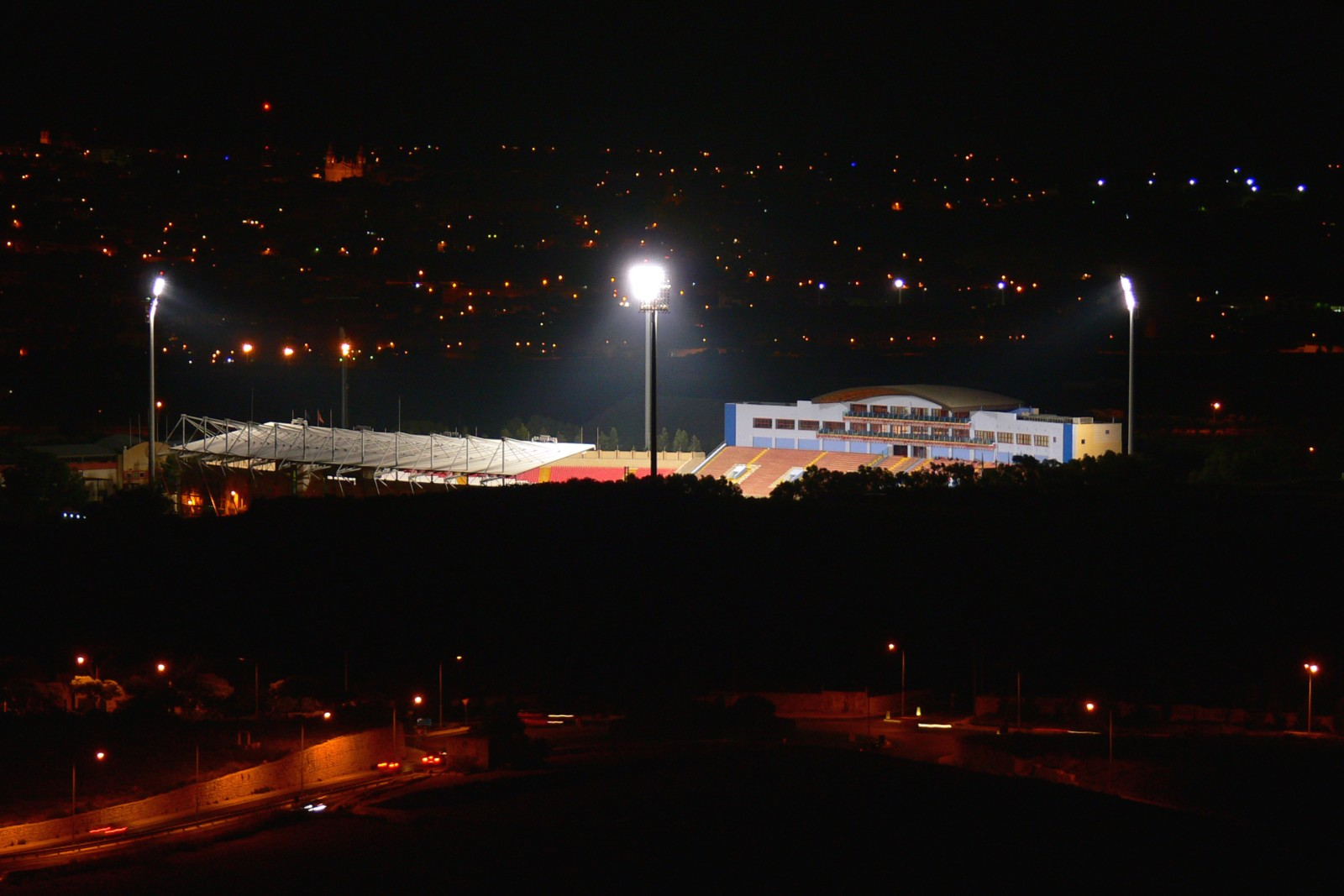
A Nemzeti Stadion Mdina falairól

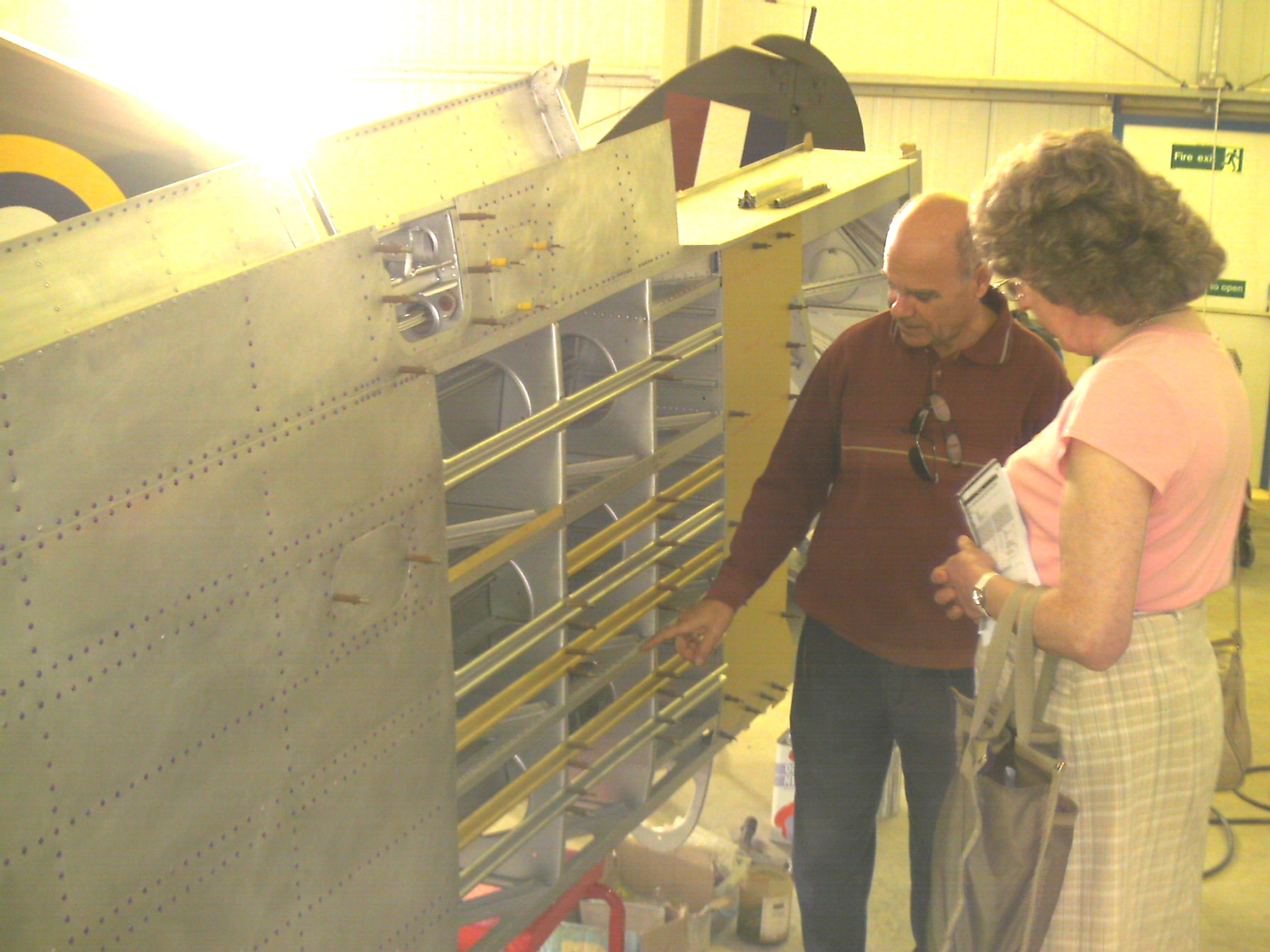
Bemutató a Repülési Múzeumban

- Nemzeti Park (Park Nazzjonali Ta’ Qali, angolul Ta’ Qali National Park): a parkban található egy amfiteátrum is, ahol zenés és színházi előadásokat rendeznek. A parkban több híresség ültetett fát. 2009-ben újabb parkrésszel bővítették
- Kézműves Falu[1] (Crafts Village): a gozói Ta’ Dbieġi Kézműves Faluval együtt a hagyományos máltai kézművesség életben tartására jöttek létre. A látogatók figyelhetik, hogyan dolgoznak az üvegfúvók, ötvösök, szobrászok és más iparművészek, az üzletekben pedig természetesen vásárolni is lehet az elkészült termékekből. Sajnos ma már itt is egyre több értéktelen holmit árulnak
- Máltai Repülési Múzeum[2] (Malta Aviation Museum): több szervezet egyesüléséből jött létre 1994-ben. Ma is aktívan gyűjti és újítja fel a máltai légiközlekedés emlékeit repülőgépektől apróbb használati tárgyakig. Vannak autók, berendezési tárgyak, jelvények, méretarányos modelleken pedig egész korhű repülőtér-részleteket is láthatunk
- Nemzeti Stadion[3] (Ta' Qali National Stadium): Az 1980-ban épült 20 000 fős stadiont 2046-ig bérli a szövetség az államtól. Málta egyetlen nemzetközi szintű stadionja, a nemzetközi mérkőzéseken kívül a BOV Premier League mérkőzéseit is itt játsszák. 2007-ben ide költözött a máltai labdarúgó-szövetség központja, nemrég pedig a válogatott központja is
- BOV Adventure Park: kötélből készült játékok és egy interaktív szökőkút gyerekeknek

## Rendezvények
- Earth Garden Festival[4]

## Közlekedése
Autóval bármerről könnyen megközelíthető: a Valletta-Qormi-Birkirkara és a San Pawl il-Baħar-Mosta felől érkező főútvonalak a park mellett találkoznak, és ágaznak el Mdina és Rabat felé.
Autóbuszjáratai (2018. decemberi adatok):
- 56 (Valletta-Ta’ Qali-Dingli)
- 186 (Rabat-Ta’ Qali-Buġibba)
- 202 (Rabat-Ta’ Qali-Sliema)